# Леденящий
«Леденящий» (англ. Chiller) — американский телевизионный фильм режиссёра Уэса Крэйвена.

## Сюжет
Замороженного после смерти крупного бизнесмена оживляют десять лет спустя, однако результат этого научного опыта оказывается неожиданным и страшным.

## В ролях
- Майкл Бэк — Майлз Крайтон
- Беатрис Стрэйт — Мэрион Крайтон
- Лора Джонсон — Ли Кеньон
- Дик О’Нил — Кларенс Бисон
- Алан Фадж — Доктор Стриклин
- Крэйг Ричард Нельсон — Доктор Колльер
- Пол Сорвино — Преподобный Пенни
- Джилл Шелен — Стэйси Крэйтон